# جون جي. فلويد
جون جي. فلويد (بالإنجليزية: John G. Floyd)‏ هو محامي وقاضي وسياسي أمريكي، ولد في 5 فبراير 1806 في الولايات المتحدة، وتوفي في 5 أكتوبر 1881. حزبياً، نشط في الحزب الديمقراطي. وقد انتخب عضو جمعية ولاية نيويورك وانتخب عضو مجلس ولاية نيويورك وانتخب عضو مجلس النواب الأمريكي.